# Cușmed
Cușmed (węg. Küsmöd) – wieś w Rumunii, w okręgu Harghita, w gminie Atid. W 2011 roku liczyła 420 mieszkańców.